# Omloopsnelheid debiteuren
De omloopsnelheid van debiteuren geeft aan hoe snel een debiteur tot betaling overgaat. Hoe hoger de uitkomst van deze ratio des te sneller de debiteur betaalt en hoe ruimer de liquiditeit (liquide middelen) van de onderneming.
{\displaystyle Omloopsnelheid~van~debiteuren={\frac {omzet~op~rekening}{aantal~debiteuren}}}

De reciproke geeft de omlooptijd van debiteuren weer. Dit is de gemiddelde incassoduur van een vordering en wordt meestal uitgedrukt in dagen. Hoe kleiner de uitkomst van deze breuk, des te gunstiger is dit voor de liquiditeit.
{\displaystyle Omlooptijd~van~debiteuren=({\frac {aantal~debiteuren}{omzet~op~rekening}})*365}